# Kupa (časopis)
Kupa je hrvatska revija za književnost, umjetnost i kulturu.

## Povijest
Časopis je 2011. godine u Petrinji pokrenuo Boris Vrga, liječnik, pjesnik i likovni kritičar. Izlaze dva broja godišnje, ili jedan dvobroj. Glavni urednik i izdavač je Boris Vrga. Časopis izlazi u nakladi od 333 primjerka, od kojih je svaki pojedini obrojčen.

## Sadržaj
Cilj časopisa je afirmacija kulturnoga i umjetničkoga identiteta Pokuplja, zemljopisna, identitetskoga i baštinskoga prostora uz rijeku Kupu, od Broda na Kupi do Siska. Donosi eseje, prozne i poetske tekstove, likovne priloge, razgovore te kritičke osvrte na književna izdanja i likovne izložbe.
U rubrici Encyclopaedia Colapiana objavljuju se prilozi za leksikografiju Pokuplja.
Dosadašnji suradnici časopisa bili su: Antun Alegro, Bogdan Arnautović, Vlatko Čakširan, Dražen Dabić, Martina Dumbović, Slavko Goldstein, Biserka Goleš Glasnović, Monika Herceg, Stanko Lasić, Tonko Maroević, Marko Miljanović, Zvonimir Mrkonjić, Nikola Ostržan, Georgij Paro, Danko Plevnik, Zlatko Pochobradsky, Draženka Polović, Radovan Radovinović, Dušan Rapo, Josip Sever, Josip Stanić Stanios, Josip Vaništa, Dražen Vučić, Anka Žagar i drugi.

## Poveznice
- Svjetlo
- Riječi